# Индиговая амазилия
Индиговая амазилия (лат. Saucerottia cyanifrons) — вид птиц из семейства колибри.

## Распространение
Распространены индиговые амазилии в Колумбии и Коста-Рике, где населяют субтропические и тропические влажные леса в горах и низменностях. На склонах вулкана Миравалес в Коста-Рике ранее обитала форма с бирюзовой шапочкой, которую выделяли в особый подвид или вид — Amazilia alfaroana.

## Описание
Длина тела достигает 9,1 см, длина клюва — 1,8 см.

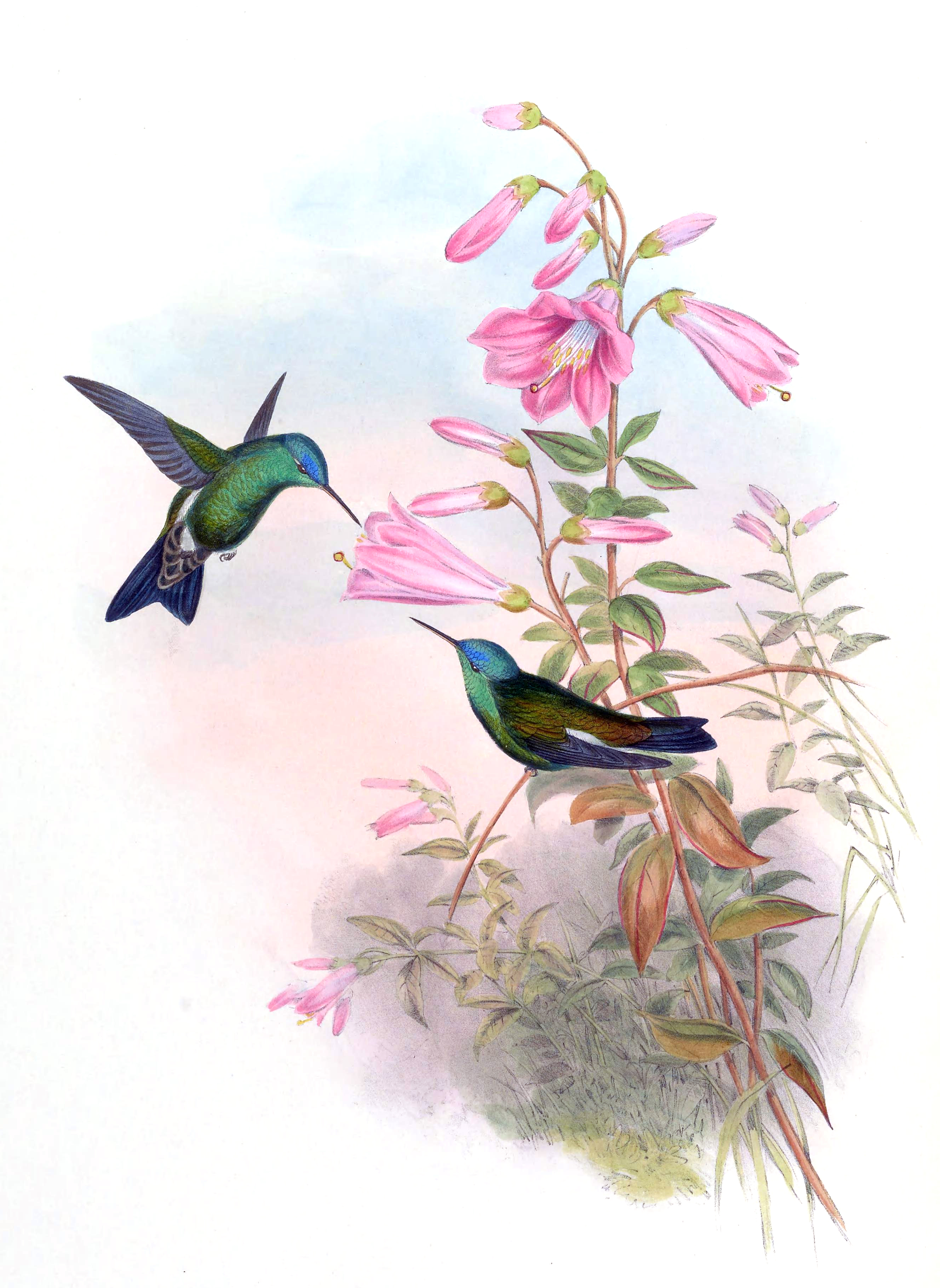
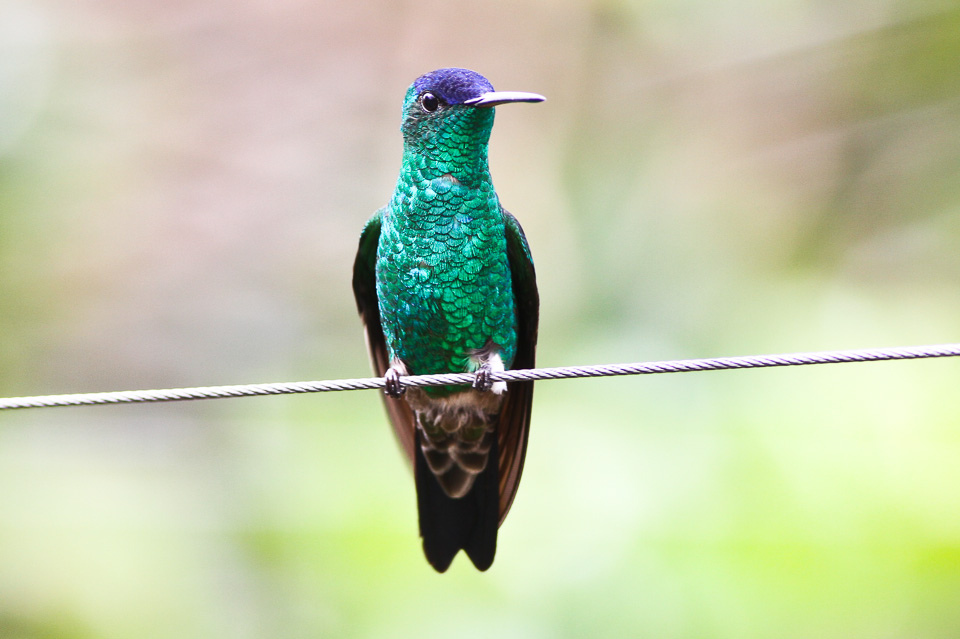